# Моджиця
Моджиця (пол. Modrzyca, нім. Modritz) — село в Польщі, у гміні Отинь Новосольського повіту Любуського воєводства.
Населення — 1770 осіб (2011).
У 1975-1998 роках село належало до Зеленогурського воєводства.

## Демографія
Демографічна структура станом на 31 березня 2011 року:
|          | Загалом | Допрацездатний вік | Працездатний вік | Постпрацездатний вік |
| -------- | ------- | ------------------ | ---------------- | -------------------- |
| Чоловіки | 911     | 228                | 632              | 51                   |
| Жінки    | 859     | 197                | 534              | 128                  |
| Разом    | 1770    | 425                | 1166             | 179                  |